# Cuisine irakienne
La cuisine irakienne est une cuisine du Moyen-Orient qui trouve ses origines dans l'ancienne culture du Proche-Orient du Croissant fertile,,. Des tablettes trouvées dans des ruines antiques en Irak montrent des recettes préparées dans les temples lors de fêtes religieuses — les premiers livres de cuisine au monde,. La sophistication culturelle de l'Irak antique s'étendait aux arts culinaires.
La cuisine irakienne a atteint son apogée à l’âge d’or de l'Islam, lorsque Bagdad était la capitale du califat abbasside (750-1258 après J.-C.).
Dans le nord de l'Irak, on ajoute de la grenade aux dolmas. Dans le sud, le poisson est un aliment de base. Le centre du pays est réputé pour ses plats de riz et ses pâtisseries.
L'agriculture en Irak remonte à l'ancienne Mésopotamie,,, cultivant du blé et des cultures nécessitant un froid hivernal comme les pommes et les fruits à noyau. La Basse Mésopotamie cultive du riz et de l'orge, des agrumes et est responsable de la position de l'Irak comme l'un des plus grands producteurs de dattes au monde.
La consommation de porc est interdite aux musulmans en Irak, conformément à la charia, la loi islamique.

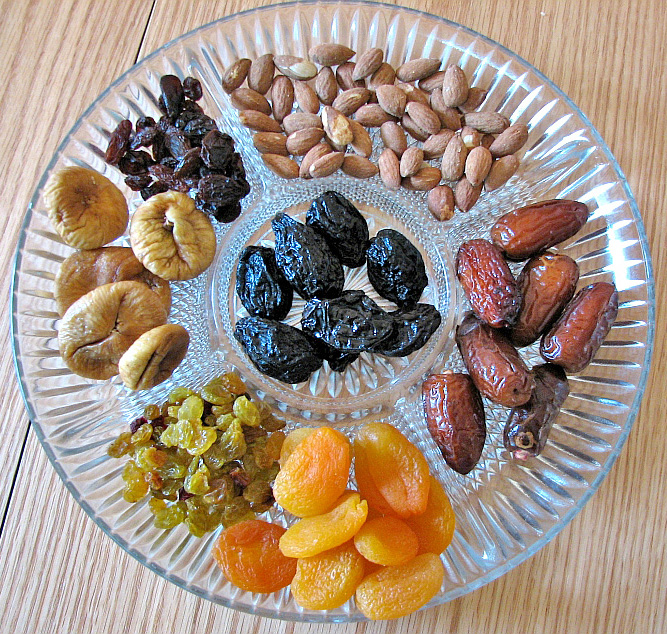
Les dattes, les abricots, les figues et les pruneaux sont transformés pour fabriquer des fruits secs

## Historique
Cette cuisine a une longue histoire remontant à quelque 10 000 ans — jusqu'aux Sumériens, Babyloniens, Assyriens et Perses anciens.
Les archéologues ont trouvé des preuves lors de fouilles à Jarmo, dans le nord-est de l'Irak, que les pistaches étaient un aliment courant dès 6750 avant J.-C. Parmi les textes anciens découverts en Mésopotamie se trouve un dictionnaire bilingue sumérien - akkadien, écrit en écriture cunéiforme sur 24 tablettes de pierre vers 1900 avant J.-C. Il répertorie les termes dans les deux anciennes langues irakiennes pour plus de 800 aliments et boissons différents. Dans ces tablettes, il y avait d'inclus 20 types de fromages différents, plus de 100 variétés de soupes et 300 types de pains, chacun avec des ingrédients, une garniture, une forme ou une taille différents.
Des tablettes datant de l'époque du roi Hammurabi ont été retrouvées dans des ruines en Irak. L'une d'entre elles décrit notamment en akkadien la préparation de nombreux types de bouillons à base de viandes diverses telles que la gazelle, l'agneau ou le mouton,.
Les plus anciennes recettes du monde se trouvent en Mésopotamie, dans l'Irak antique actuel, écrites sur des tablettes cunéiformes,. L'une des trois tablettes d'argile cunéiformes découvertes, écrites en 1700 av. J.-C. à Babylone, à 80 km au sud de l'actuelle Bagdad, contient 24 recettes de ragoût cuisiné avec de la viande et des légumes, agrémenté et assaisonné de poireaux, d'oignons, d'ail et d'épices et d'herbes comme la casse, le cumin, la coriandre, la menthe et l'aneth. Le ragoût est resté un pilier de la cuisine. Les recettes irakiennes médiévales existantes et la cuisine irakienne moderne en témoignent.
Aujourd'hui, la cuisine d'Irak est influencée par les traditions culinaires de l'aire de la Perse, de la Turquie et de la région syrienne.

## Ingrédients

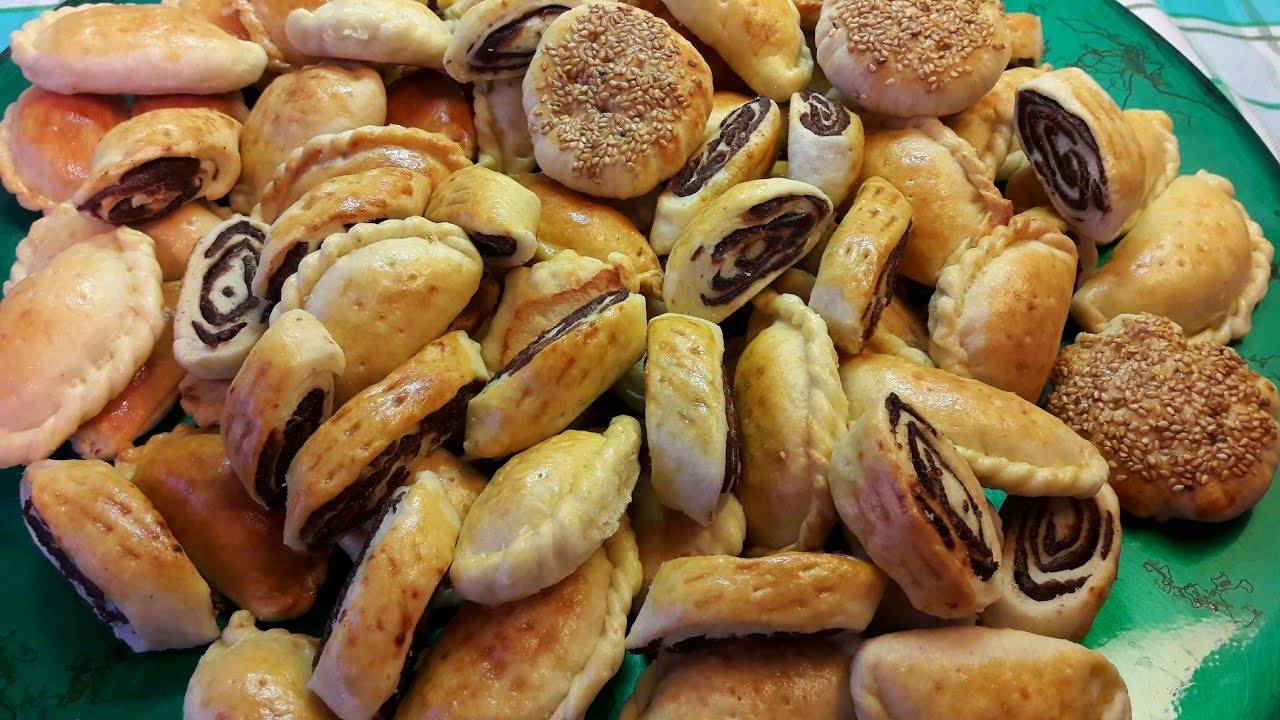
Le Kleicha est parfois considéré comme le biscuit national de l'Irak et est servi pendant les fêtes religieuses.

Certains ingrédients caractéristiques de la cuisine irakienne comprennent :
- Des légumes tels que l'aubergine, la tomate, les navets, les haricots, les échalotes, le gombo, l'oignon, les lentilles, le cresson, la pomme de terre, le chou, la courgette, les épinards, la laitue, les poireaux, les artichauts, l'ail, les poivrons et les piments.
- Des céréales comprenant le riz, le boulgour et l'orge .
- Des légumineuses et légumineuses telles que les lentilles, les pois chiches, les haricots verts, les haricots mungos et les haricots cannellini.
- Des fruits, notamment les olives, les dattes, les raisins secs, les abricots, les prunes, les figues, les raisins, les melons, les grenades, les pommes, les cerises, les coings et les agrumes — oranges, citrons et citrons verts .
- Des fromages tels que le baladi, la feta et le halloumi .
- Des herbes et des épices, notamment la cannelle, la cardamome, la coriandre, le fenugrec, le cumin, l'origan, la menthe, l'estragon, le thym, le safran, le citron vert séché, la casse, l'aneth, le curcuma, le baharat, l'advieh, le sumac et le za'atar .
- Des noix et des graines telles que le sésame, les pistaches, les amandes, les noix, les noisettes et les pignons de pin.

Les autres produits culinaires essentiels irakiens comprennent l'huile d'olive, l'huile de sésame, le tamarin, les vermicelles, le tahini, le miel, le sirop de dattes, le yaourt et l'eau de rose.
L'agneau est une viande privilégiée, mais la cuisine irakienne utilise aussi du poulet, du bœuf, de la chèvre et du poisson. La plupart des plats sont servis avec du riz, généralement du timman anbar, un riz long au grain jaunâtre et très aromatique, cultivé dans la région du Moyen-Euphrate.
Le blé boulgour est utilisé dans de nombreux plats, étant un aliment de base dans le pays depuis l'époque des anciens Assyriens. Le pain plat est un aliment de base servi avec une variété de trempettes, de fromages, d'olives et de confitures, à chaque repas.

## Plats courants

### Mezzé
Les repas commencent par des entrées et des salades, appelées mezzé. Les mezzés sont une sélection d'entrées ou de petits plats souvent servis avec une boisson, comme des liqueurs anisées comme l'arak, l'ouzo, le rakı, la sambuca, le pastis ou divers vins, similaires aux tapas espagnoles ou aux amuse-gueules.
Les mezzés peuvent inclure :

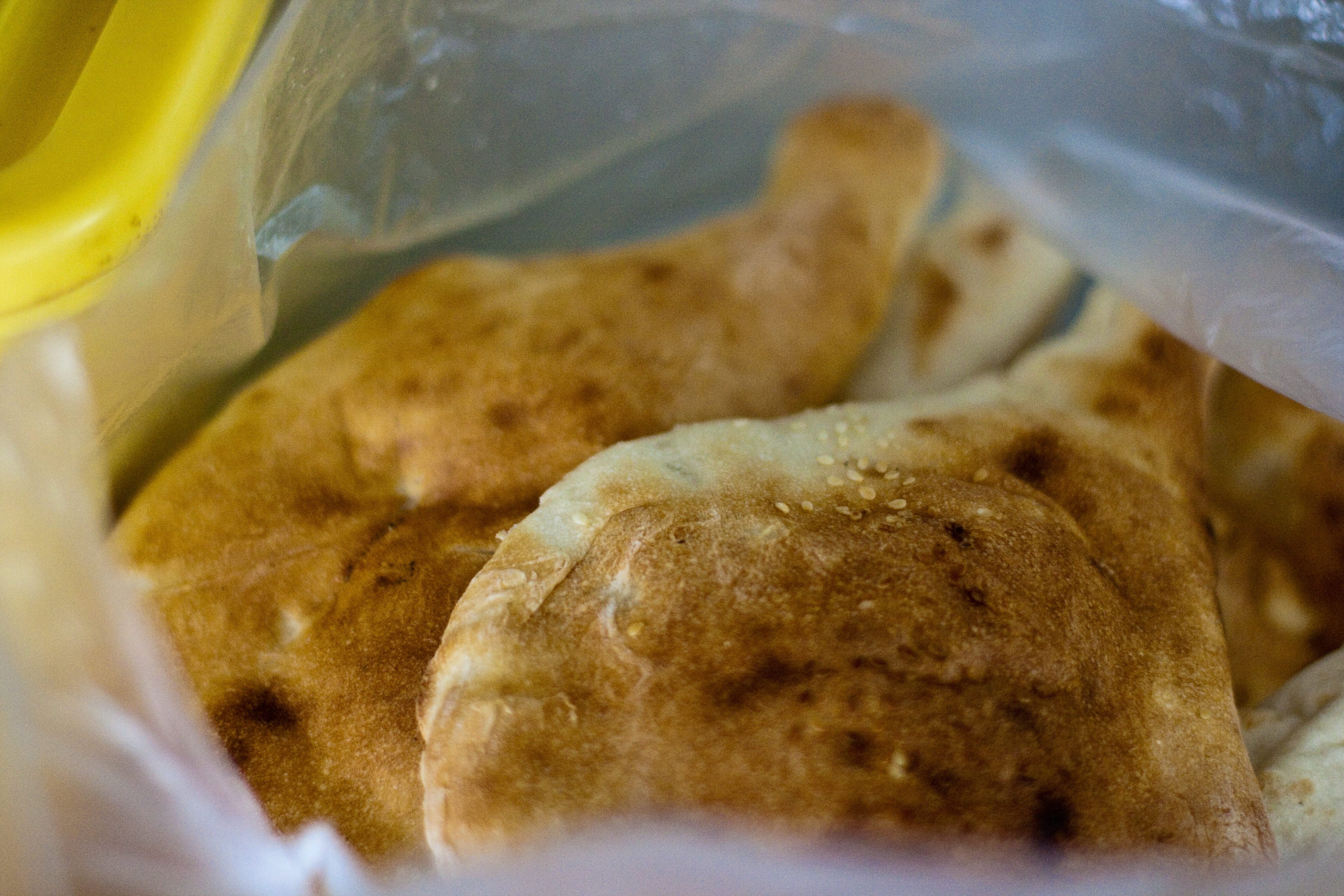
Samoon, type de pain irakien.

- La salade de sumac irakienne, une salade irakienne typique avec l'ajout de baies de sumac[15].
- Le baytinijan maqli est un plat souvent servi froid, composé d'aubergines frites avec du tahini, de la laitue, du persil et des tomates, garni de sumac et servi sur du pain pita ou du pain tranché, souvent grillé ou toasté. On peut également le déguster avec des poivrons ou une vinaigrette ail-citron.
- Le Fattouche, une salade composée de plusieurs légumes du jardin et de morceaux de pain pita grillés ou frits.
- Le taboulé est un plat de salade souvent utilisé dans les mezzés. Ses principaux ingrédients sont du persil finement haché, du boulgour, de la menthe, des tomates, de l'oignon vert et d'autres herbes, le tout agrémenté de jus de citron, d'huile d'olive et de divers assaisonnements, généralement du poivre noir, et parfois de la cannelle et du piment de la Jamaïque.
- Le torchi, légumes marinés dans la cuisine de nombreux pays des Balkans et du Moyen-Orient. C'est un apéritif traditionnel, un mezze pour le rakı, l'ouzo, le tsipouro et la rakia.

### Trempettes
- Le baba ghanoush, un plat d'aubergines cuites au four, écrasées et mélangées à divers assaisonnements.
- Le houmous, une trempette ou une tartinade à base de pois chiches cuits et écrasés, mélangés avec du tahini, de l'huile d'olive, du jus de citron, du sel et de l'ail.
- Le Jajik est un apéritif, également utilisé comme sauce pour les brochettes et les döner kebabs. Il est composé de labné (généralement au lait de brebis ou de chèvre en Grèce et en Turquie) auquel on ajoute des concombres, de l'ail, du sel, généralement de l'huile d'olive, du poivre, de l'aneth, parfois du jus de citron et du persil, ou de la menthe. Les concombres sont soit réduits en purée et égouttés, soit épépinés et finement coupés en dés. L'huile d'olive, les olives et les herbes aromatiques sont souvent utilisées en garniture.

### Soupes et ragoûts

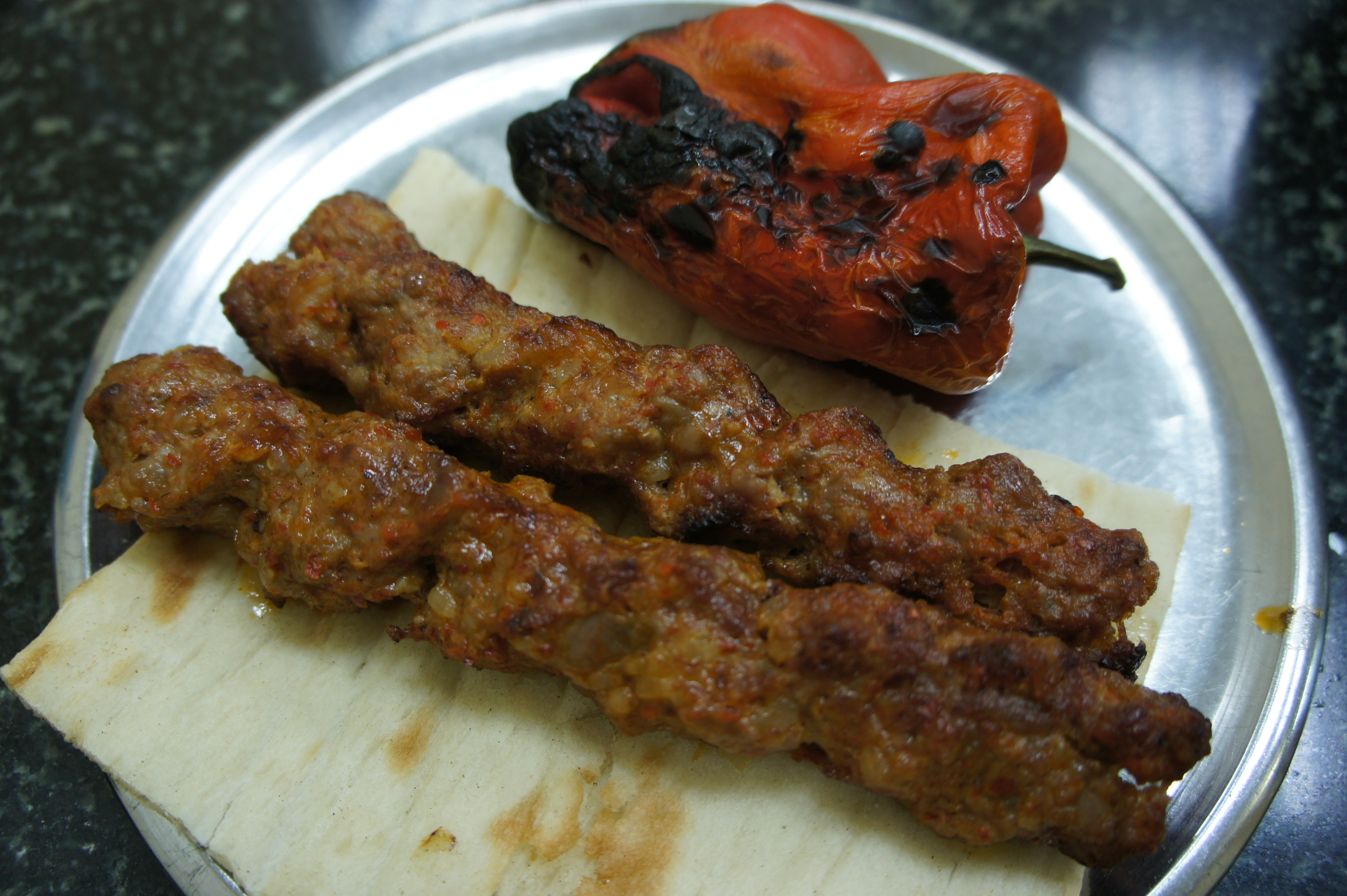
Kebab irakien, généralement servi avec du khubz ou du samoon

Différents ragoûts servis sur du riz constituent une part importante de la cuisine irakienne.
- Le fasolia yabsa (ragoût de haricots blancs irakien), composé d'agneau ou de veau tendre, de haricots blancs (également appelés haricots cannellini), de sauce tomate et servi sur du riz[16].
- La fasoulia, une soupe de haricots blancs secs, d'huile d'olive et de légumes.
- La harissa, semblable au keşkek, une bouillie à base de poulet mijoté et désossé et de blé trempé grossièrement moulu.
- Les kebabs sont un plat composé de viandes grillées ou grillées sur une brochette ou un bâton[17]. Les kebabs les plus courants comprennent l'agneau et le bœuf, bien que d'autres utilisent du poulet ou du poisson.
- La soupe aux lentilles peut être végétarienne ou contenir de la viande, et peut utiliser des lentilles brunes, rouges, jaunes ou noires, avec ou sans la coque.
- Le maqlouba est un plat de riz et d'aubergines renversé, d'où son nom qui signifie « à l'envers ». Il est parfois préparé avec du chou-fleur frit à la place de l'aubergine et comprend généralement de la viande, souvent de l'agneau braisé[18].
- Le margat bamia ou simplement bamia, un ragoût à base de gombo et de cubes d'agneau ou de bœuf dans une sauce tomate[19].
- Le margat baytinijan est un plat à base d'aubergines originaire des Balkans et du Moyen-Orient. Toutes les versions sont principalement à base d'aubergines et de tomates sautées, généralement accompagnées de viande hachée.

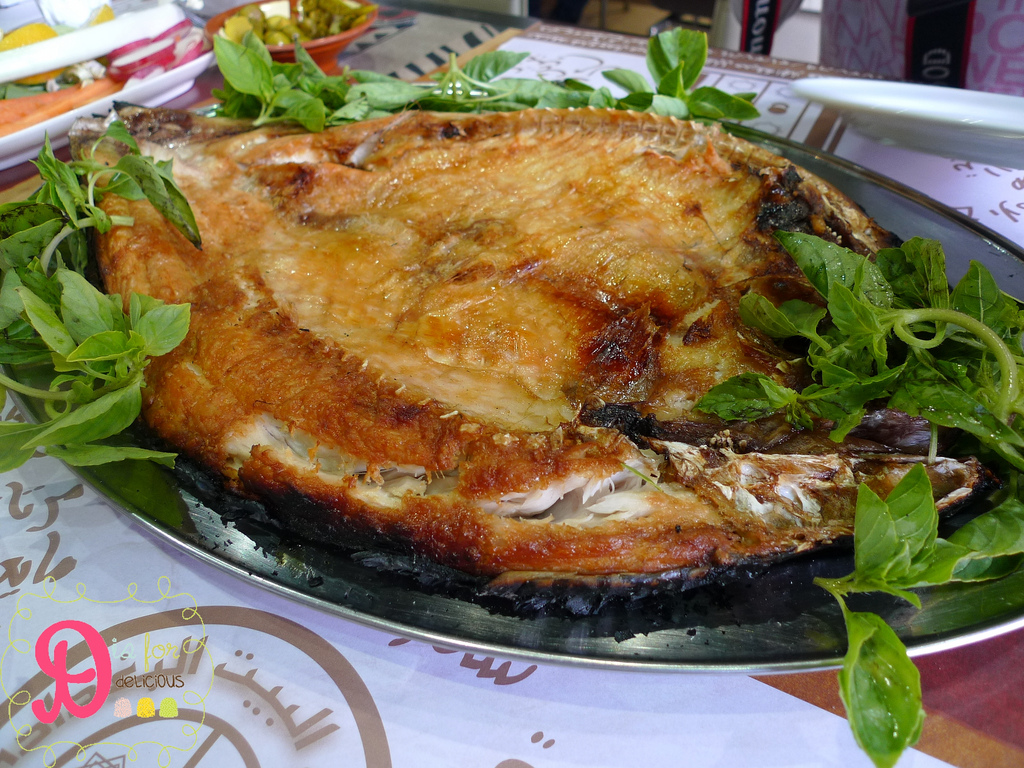
Un masgouf préparé

- Le masgouf est un plat mésopotamien traditionnel à base de poisson du Tigre[17],[20]. Il s'agit d'un poisson d'eau douce ouvert, rôti pendant des heures après avoir été mariné avec de l'huile d'olive, du sel, du curcuma et du tamarin, tout en gardant la peau. Les garnitures traditionnelles du masgouf comprennent du citron, des oignons et des tomates hachés, ainsi que des pains plats cuits au four en argile, courants en Irak et dans une grande partie du Moyen-Orient.
- La soupe de grenade, appelée shorbat rumman en Irak. Elle est préparée à partir de jus et de graines de grenade, de pois cassés jaunes, de bœuf haché, de feuilles de menthe, d'épices et d'autres ingrédients[21].
- Le qeema est un ragoût de viande hachée, de tomates et de pois chiches, servi avec du riz. Traditionnellement préparé lors des commémorations annuelles de l'Achoura dans le sud de l'Irak, il peut également être servi lors des funérailles, des mariages, etc. Le nom qeema est un ancien mot akkadien signifiant « finement haché »[22].

- Le quzi, agneau rôti farci[17],[20].
- Le hikakeh est une fine croûte de riz légèrement doré au fond de la marmite.

- Le Tharid, une soupe à base d'agneau ou de poulet avec ou sans tomates, mangée avec du naan irakien ; le pain est cassé en morceaux et la soupe est versée dans un grand bol.

- Le tepsi baytinijan est un plat irakien en cocotte. L'ingrédient principal de ce plat est l'aubergine, coupée en tranches et frite avant d'être placée dans un plat allant au four. Elle est accompagnée de morceaux d'agneau, de bœuf ou de veau et/ou de boulettes de viande, ainsi que de tomates, d'oignons et d'ail. Des tranches de pommes de terre sont déposées sur le mélange, puis le plat est cuit. Comme beaucoup d'autres plats irakiens, il est généralement servi avec du riz, de la salade et des cornichons.Une assiette de Parda blawdolma irakienTepsi baytinijan

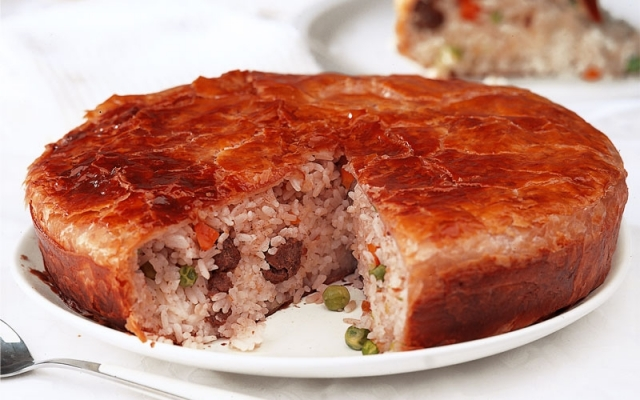
Une assiette de Parda blaw

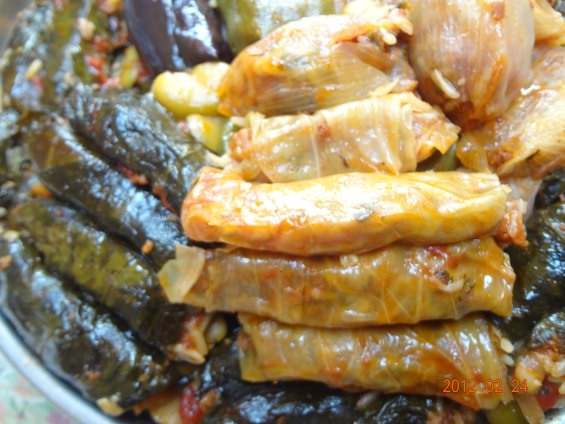
dolma irakien

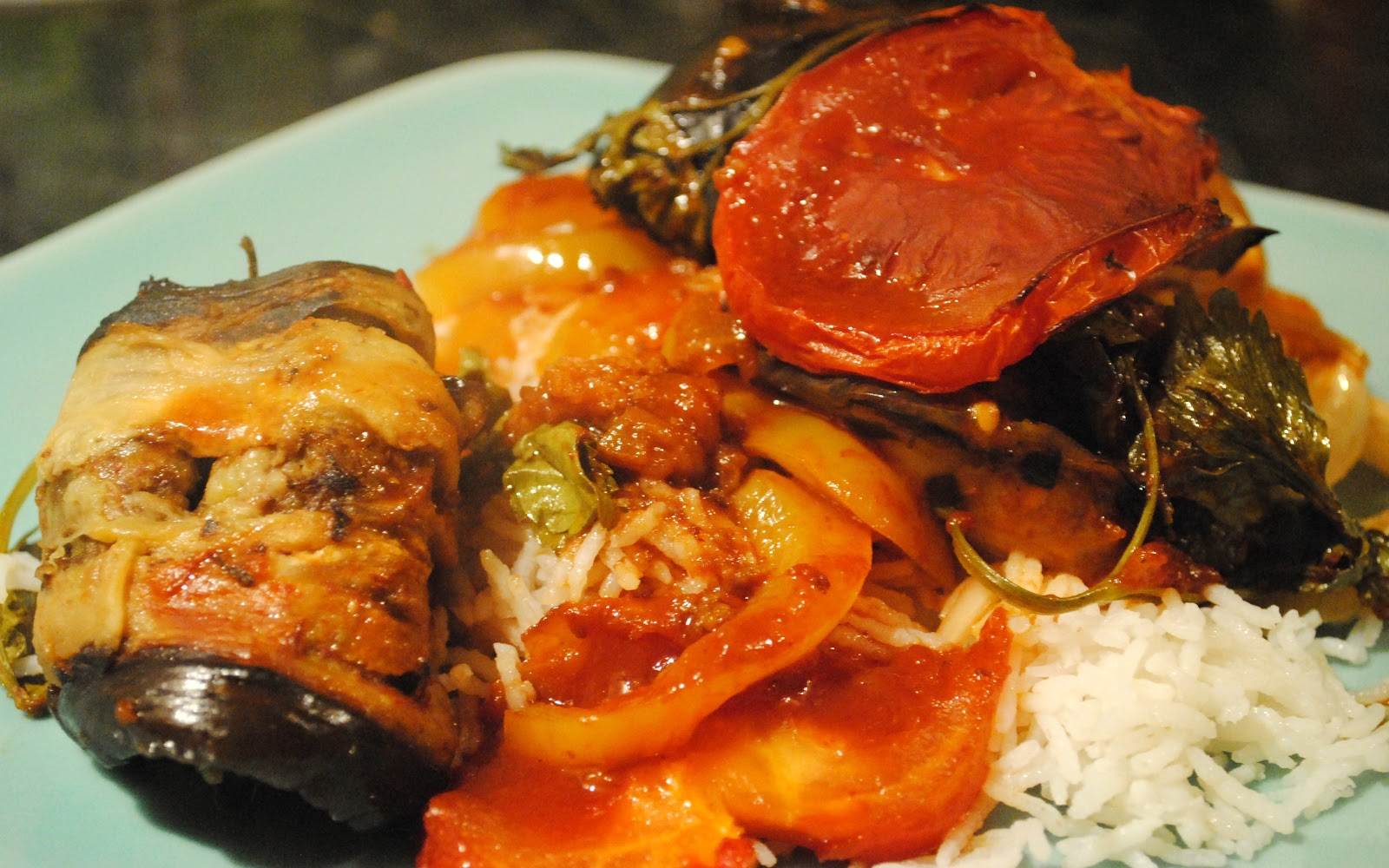
Tepsi baytinijan

### Boulettes de viande et boulettes de viande
- Le dolma (sarma) est une famille de plats de légumes farcis. Le dolma aux feuilles de vigne est courant. Courgettes, aubergines, tomates et poivrons sont couramment utilisés comme garniture. La farce peut contenir ou non de la viande[23].
- Le falafel, boulette ou galette frite à base de pois chiches épicés ou de fèves. Originaire d'Égypte, le falafel est une forme de restauration rapide courante au Moyen-Orient. Il est également servi comme une sorte de mezzé et plus communément consommé avec du samoon, une salade et généralement de l'amba (condiment) en guise de vinaigrette.
- Les keftas sont une famille de boulettes de viande ou de pain de viande des cuisines du Moyen-Orient, de l'Inde et des Balkans. Dans leur forme la plus simple, les keftas sont des boulettes de viande hachée ou hachée – généralement du bœuf ou de l'agneau – mélangées à des épices ou des oignons.

Les variétés végétariennes comprennent le lauki kofta, le shahi aloo kofta et le malai kofta.
- Le kebbé est un plat composé de riz ou de boulghour, de viande hachée et d'épices. Il existe de nombreuses variétés de kebbé. L'une des plus connues est une coquille de boulghour en forme de  torpille, farcie de viande hachée et frite. D'autres variétés sont cuites au four, pochées ou même servies crues. Elles peuvent être façonnées en boulettes, en galettes ou aplaties[21].
- Le samoussa, une petite pâte frite ou cuite au four, qui peut être en forme de demi-lune ou de triangle.

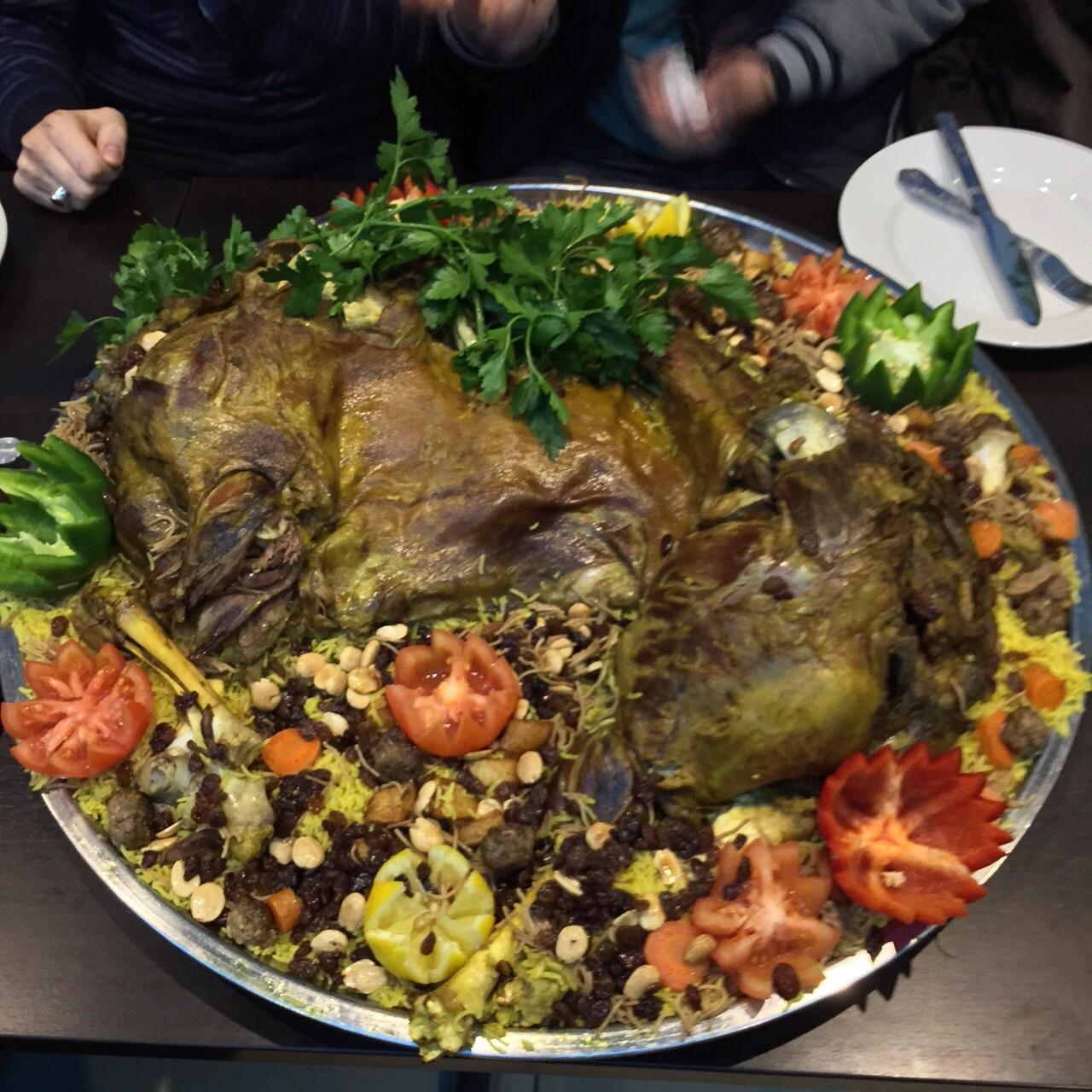
Quzi

### viande transformée
- Le pastırma, un bœuf séché à l'air et hautement assaisonné dans les cuisines des anciens pays ottomans.
- Le soudjouk est une saucisse sèche et épicée consommée des Balkans au Moyen-Orient et en Asie centrale.

### Plats de riz
Le riz à grains longs est un aliment de base de la cuisine irakienne,. La cuisson du riz irakien est un processus en plusieurs étapes visant à produire des grains tendres et moelleux. Un aspect important de la cuisson du riz irakien est le hikakeh, une croûte inférieure croustillante. Avant de servir, le hikakeh est cassé en morceaux afin que chacun en reçoive un peu avec le riz moelleux.
- Le dolma, feuilles de vigne farcies d'un mélange d'agneau ou de bœuf haché avec du riz cuit avec de nombreuses garnitures dans le même pot, avec du jus de grenade ajouté de manière proéminente par les Irakiens du Nord pour lui donner un goût unique.

Les Assyriens d'Irak l'appellent soit dolma, soit yaprekh, qui est le terme syriaque pour les feuilles de vigne farcies.
Les irakiens servent généralement les dolmas sans yaourt. On ajoute souvent des côtes de poulet ou de bœuf à la marmite, et parfois on les sert avec les dolmas à la place du masta ou du khalwah . Les dolmas irakiens sont généralement cuisinés et servis dans une sauce tomate.
Les dolmas sont très populaires en Irak. À Mossoul, ils sont composés de courgettes, de tomates, d'oignons, de poivrons, d'aubergines et de feuilles de vigne. Ils sont parfois cuits à la vapeur.
- Le biryani, plusieurs plats à base de riz préparés avec des épices, du riz généralement basmati et de la viande/des légumes, collectivement populaires en Irak, en Iran, en Afghanistan, au  Pakistan, au Bangladesh, en Inde et parmi les musulmans du Sri Lanka.
- Le mutabbaq samak ( arabe : مطبق سمك), poisson frit servi sur du riz garni[27],[28].
- Le pilaf, semblable à celui d'Iran.
- Le quzi, un plat à base de riz servi avec de l'agneau cuit très lentement et des noix et raisins secs grillés.
- Le tibeat, un plat judéo-irakien préparé pour le Shabbat, du poulet cuit lentement farci de riz, de tomates, d'abricots secs et de raisins secs, avec une forte saveur de cardamome[29].

En arabe irakien, le riz est appelé temmen, une assimilation de l'anglais « ten men » (une marque de riz basmati indien). Selon le mythe, le mot serait né après la Première Guerre mondiale, lorsque des agriculteurs irakiens auraient refusé de fournir du riz aux Britanniques pour nourrir leurs soldats à Bassora . Par la suite, les Britanniques auraient importé « Ten Men ». Ainsi, lorsque les porteurs irakiens entendaient les soldats britanniques leur demander de porter les sacs de « Ten Men », ils pensaient que cela signifiait « riz » en anglais. Le mot temmen est depuis entré dans le vocabulaire irakien, et aujourd'hui, les Irakiens l'utilisent encore pour désigner le riz.

### Sandwichs et wraps
- Le chawarma est un sandwich roulé de style arabe du Moyen-Orient généralement composé d'agneau, de chèvre, de poulet, de dinde, de bœuf ou d'un mélange de viandes émincées. Le chawarma est un plat populaire et un incontournable de la restauration rapide au Moyen-Orient et en Afrique du Nord.

### Laitier
- Le fromage Baladi, un fromage blanc et doux originaire du Moyen-Orient, avec une saveur douce mais riche.
- Le kajmak est un produit laitier crémeux, semblable à la crème caillée, fabriqué dans les Balkans, en Turquie, en Iran et en Asie centrale. Il est fabriqué à partir de lait de bufflonne en Orient, ou de lait de vache en Occident.
- Le jameed, labné dur et sec (yaourt égoutté) à base de lait de brebis .
- Le jibneh Arabieh, un fromage simple que l'on trouve partout au Moyen-Orient, particulièrement populaire dans la région du golfe Persique, avec une texture ouverte et un goût doux semblable à la feta, mais moins salé.
- Le labné, yaourt qui a été filtré dans un sac en tissu ou en papier ou dans un filtre, traditionnellement en mousseline, pour éliminer le lactosérum, donnant une consistance entre celle du yaourt et du fromage, tout en préservant le goût aigre distinctif du yaourt[21].

### Pains et viennoiseries

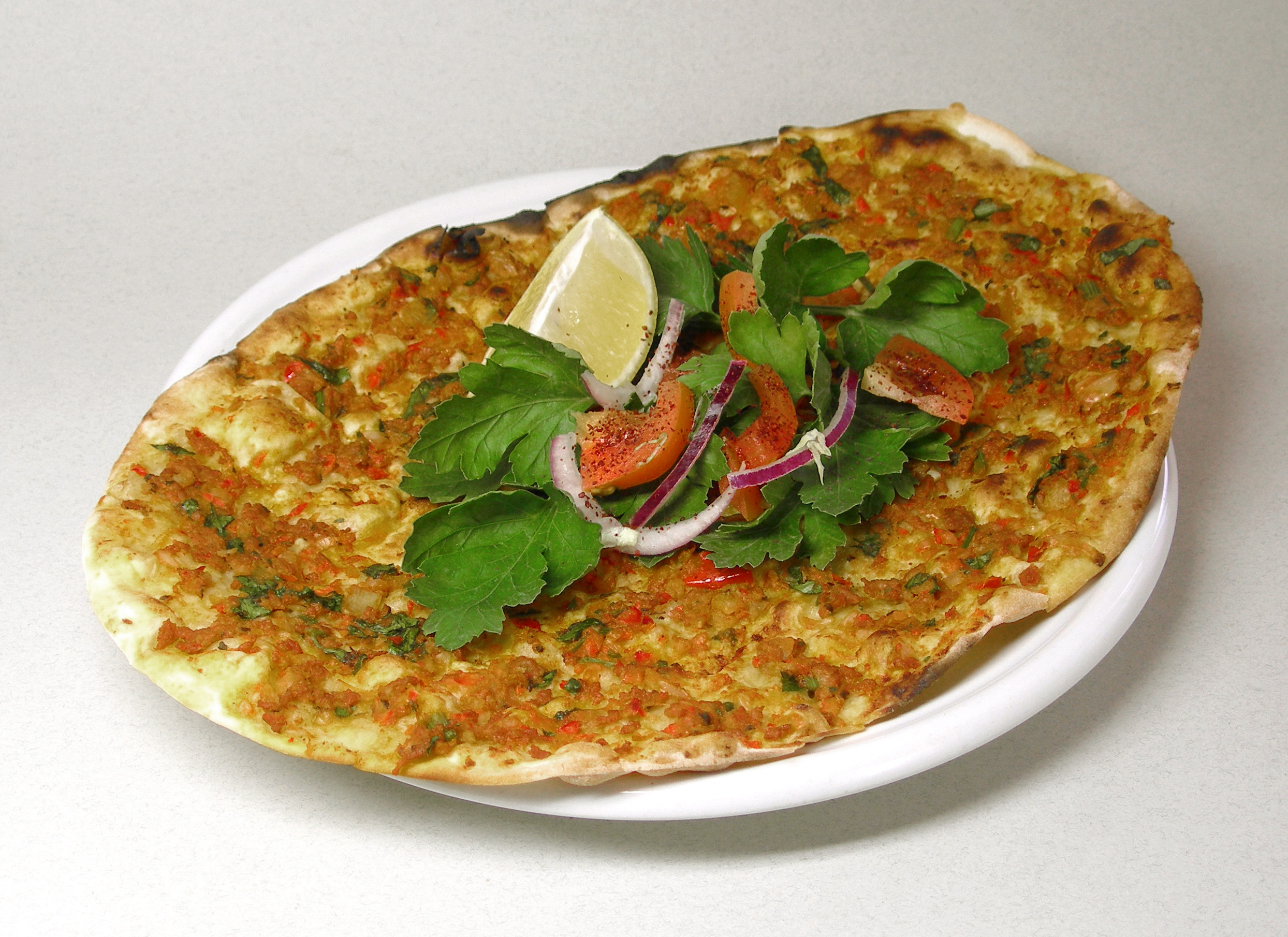
Lahm b'ajeen, garni de persil, de tomate, d'oignon rouge et d'un quartier de citron

- Le börek, un type de pâtisserie fourrée cuite au four ou frite. Il est composé d'une pâte fine et feuilletée appelée pâte phyllo (ou pâte yufka), et est garni de fromage salé (souvent de la feta ), de viande hachée, de pommes de terre ou d'autres légumes.
- Le ka'ak fait référence à plusieurs types différents de produits de boulangerie produits dans le monde arabe et au Proche-Orient.
- Le knafeh, une pâte très fine ressemblant à des vermicelles utilisée pour faire des pâtisseries et des desserts sucrés.
- Le kahy, des couches de pâte phyllo fine, généralement consommé chaud au petit-déjeuner, avec un peu de kajmak crémeux et un léger sirop de sucre. Cette pâtisserie est principalement répandue dans le sud de l'Irak.
- Le khubz irakien, un pain plat arabe qui fait partie du régime alimentaire local dans de nombreux pays d'Asie occidentale .
- Le laffa (un pain pita ou naan irakien).
- Le lahmacun, une pizza fine garnie de viande hachée et d'herbes.
- Le lavash, un pain plat, moelleux et fin.
- La man'ouché, une pizza composée de pâte garnie de thym, de fromage ou de viande hachée.
- Le markook est un type de pain plat courant dans les pays du Levant. Il est cuit sur une plaque métallique bombée ou convexe, appelée tava . Il est généralement assez grand, environ 60 cm, fin et presque transparent.
- La pita, une famille de pains plats ronds levés à la levure et cuits à partir de farine de blé.
- Le samoon, un pain plat et rond[33].
- La sfiha est un plat semblable à une pizza, traditionnellement préparé au Brésil avec de la viande de mouton hachée plutôt qu'avec de l'agneau ou du bœuf, comme c'est plus moderne. Ce sont des tourtes à la viande ouvertes, sans pâte.

Les sfihas ressemblent beaucoup à du dolma, de l'agneau haché, légèrement épicé, enveloppé dans des feuilles de vigne saumurées.

### Condiments, sauces et épices
- L'amba, un condiment acidulé à base de mangue marinée originaire du Pakistan et d'Inde . On le consomme généralement en accompagnement et parfois en garniture de sandwich.
- Le baharat, un mélange d'épices . Les ingrédients typiques comprennent du piment de la Jamaïque, des grains de poivre noir, des graines de cardamome, de l'écorce de cassia, des clous de girofle, des graines de coriandre, des graines de cumin, de la  muscade, des piments rouges séchés ou du paprika .
- Le dibis est un sirop de dattes épais et très sucré. On le mélange souvent avec du tahini pour créer une sauce.
- Le jallab, un type de sirop populaire au Moyen-Orient à base de dattes, de mélasse de raisin et d'eau de rose.
- Le mahleb, une épice aromatique fabriquée à partir des graines du cerisier de Sainte-Lucie (Prunus mahaleb).
- l'eau de rose (Mayy wared), utilisée dans divers plats du Moyen-Orient, notamment dans les sucreries.
- Le tahini (t'heena) est une pâte de graines de sésame moulues utilisée en cuisine. Le tahini moyen-oriental est préparé à partir de graines décortiquées et légèrement grillées.
- Le za'atar, un mélange d'herbes et d'épices utilisé comme condiment.

### Bonbons
La plus ancienne recette connue de gâteau remonte à l'ancienne Mésopotamie. Considéré comme principalement destiné à être consommé au palais ou au temple, ce gâteau était composé de matière grasse, de fromage blanc, de dattes et de raisins secs. Une autre recette datant du règne d'Hammourabi (1792-1750 av. J.-C.) utilise des ingrédients de base similaires, auxquels on ajoute du sirop de raisin, des figues et des pommes.
Les biscuits kleicha traditionnels irakiens trouveraient leurs origines dans le qullupu mésopotamien — une pâtisserie fourrée aux dattes et cuite au four à bois appelé tannour . De nos jours, d'autres types de biscuits (biskit) et de gâteaux (ka'ak) sont préparés à la maison, généralement parfumés à la cardamome ou à l'eau de rose. Parmi les variantes, on trouve le khfefiyyat en forme de disque, le kleichat joz en forme de demi-lune, préparé avec des noix, et le kleichat tamur fourré aux dattes.

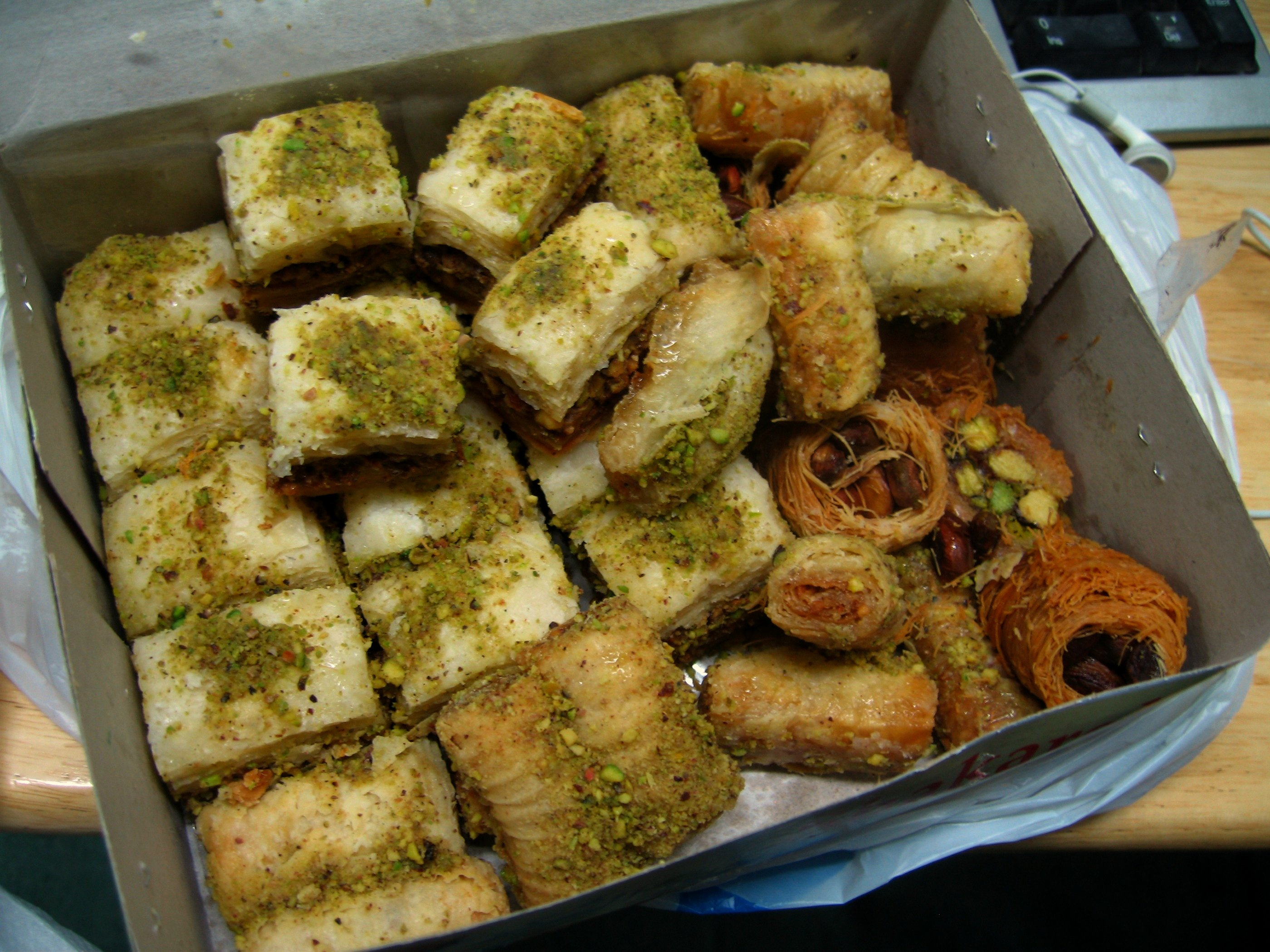
« Baklava blanc », osh el bulbul (nids d'oiseaux) et autres douceurs traditionnelles en Irak

Les livres de cuisine datant du califat abbasside, entre le Xe siècle et le XIIIe siècle, contiennent des recettes de centaines de desserts. La tradition perdure aujourd'hui, mais les desserts riches et sirupeux comme le baklava sont généralement préparés pour des occasions spéciales ou des célébrations religieuses, car la plupart des repas quotidiens sont généralement suivis d'un simple plat de fruits de saison, notamment des dattes, des figues, des melons, des nectarines, des abricots, des grenades, des pêches, des mûres, du raisin ou des pastèques.
Bien que moins reconnaissable que le baklava, la pâtisserie frite appelée lauzeenaj, parfumée au mastic et à l'eau de rose, était une spécialité de la Bagdad impériale.
Les beignets en forme de rosette appelés zlabia sont une spécialité locale, qui tirerait son nom de Ziriab, un musicien irakien bien connu du califat de Cordoue.
Les baklavas et les zalabias sont des offrandes typiques lors des célébrations de l'Aïd el-Fitr qui suivent le Ramadan. Les halqoums (communément appelés loukoums) sont traditionnellement offerts en cadeau pendant cette fête.
D'autres incluent :
- Le halva est populaire dans les Balkans, en Pologne, au Moyen-Orient et dans d'autres régions du pourtour méditerranéen. Les principaux ingrédients de cette confiserie sont le beurre ou la pâte de sésame (tahini), le sucre, le glucose ou le miel.
- Le knafeh, une pâtisserie composée de couches de semoule, de fromage blanc et d'un sirop sucré arrosé d'eau de rose.
- Le luzina, un bonbon similaire au loukoum turc, fabriqué à partir de fruits moulus.
- Le gaz, un nougat iranien originaire d'Ispahan .
- Le qatayef est un dessert arabe réservé à la fête musulmane du Ramadan. Il s'agit d'une sorte de crêpe sucrée fourrée au fromage ou aux noix. Traditionnellement préparé par les vendeurs ambulants et les ménages du Levant, il s'est récemment répandu en Égypte.
- Le zerde est un dessert persan. Il est également servi lors d'occasions religieuses, comme le Ramadan et l'Aïd . Il est composé de riz trempé, d'une consistance collante comme de la gelée, auquel on ajoute du sucre et du colorant au thé jaune, ainsi que de la cannelle, de la noix de coco et des noix pour décorer le plat.

### Boissons

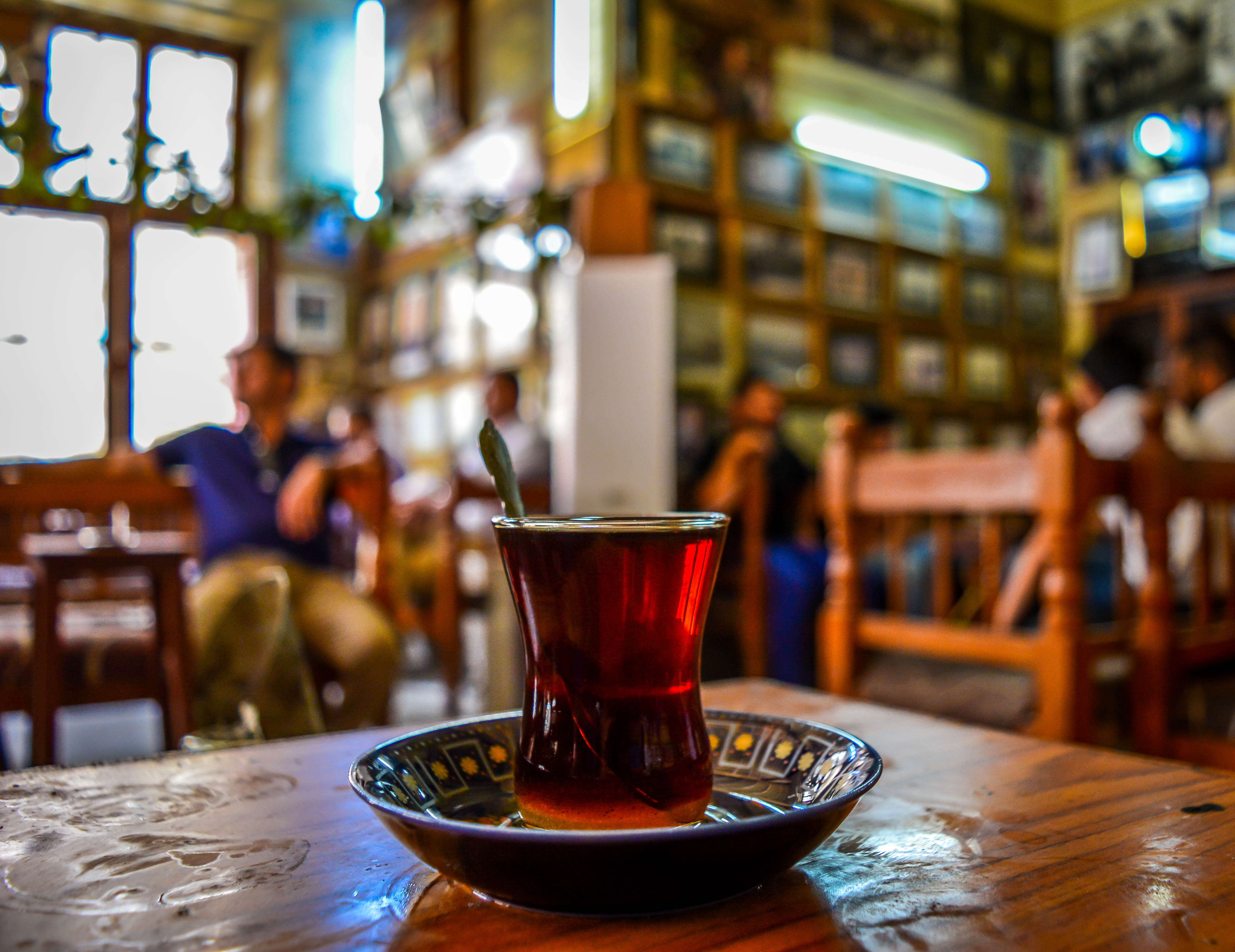
Thé irakien servi au Shabandar Café, Bagdad

#### Boissons alcoolisées
Le 20 février 2023, une loi a été promulguée interdisant l'importation, la production et la vente de tous types de boissons alcoolisées, passibles d'amendes pouvant atteindre 25 millions de dinars. Aucune information complémentaire n'est actuellement disponible concernant l'application de cette loi, qui fait actuellement l'objet d'une procédure judiciaire.
- L'arak est une boisson alcoolisée distillée, claire, incolore et non sucrée, aromatisée à l'anis. L'arak n'est généralement pas consommé pur, mais mélangé à environ  ︎ arak à  ︎ d'eau, puis de la glace est ajoutée[35],[36].
- La bière, une boisson originaire de l'ancienne Assyrie et de Babylone il y a plus de 6 000 ans.
- Le Cusa Masqool est une boisson alcoolisée à base de lait de chèvre fermenté. On le trouve principalement dans la région du Kurdistan et son origine remonte à l'Antiquité.

#### Boissons non alcoolisées
- Le café, une boisson au goût fort et amer, est une boisson populaire en Irak.
- Le sharbat, une boisson fraîche et sucrée préparée à partir de jus de fruits ou de pétales de fleurs.
- Le leben, une boisson froide à base de yaourt mélangé à de l'eau froide, parfois avec une pincée de sel ou de menthe séchée ajoutée.
- Le thé, aussi appelé chai, est largement consommé tout au long de la journée, notamment le matin, après les repas et lors d'événements conviviaux. Il est préparé selon une méthode particulière : on le fait bouillir dans de l'eau chaude, puis on le place sur une seconde théière remplie d'eau bouillante pour laisser infuser le thé.

### Cuisines apparentées
- Cuisine arabe
- Cuisine arménienne
- Cuisine azerbaïdjanaise
- Cuisine iranienne
- Cuisine levantine
- Cuisine méditéranéenne
- Cuisine du moyen-orient
- Cuisine turque

## Galerie

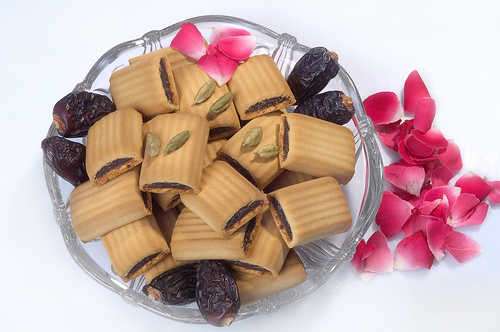
Un plat de kleicha, gâteau traditionnel en Irak.
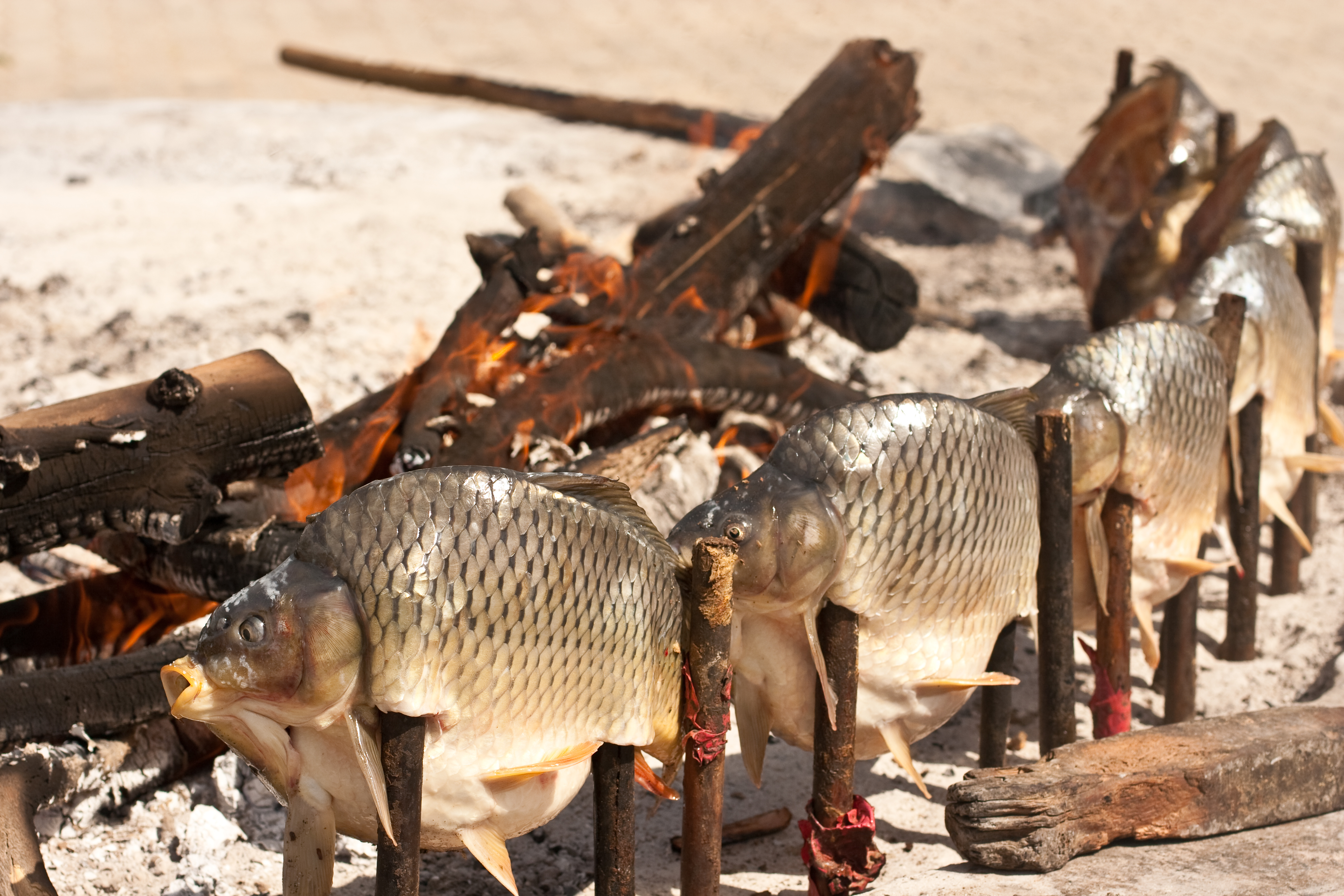
Le masgouf.
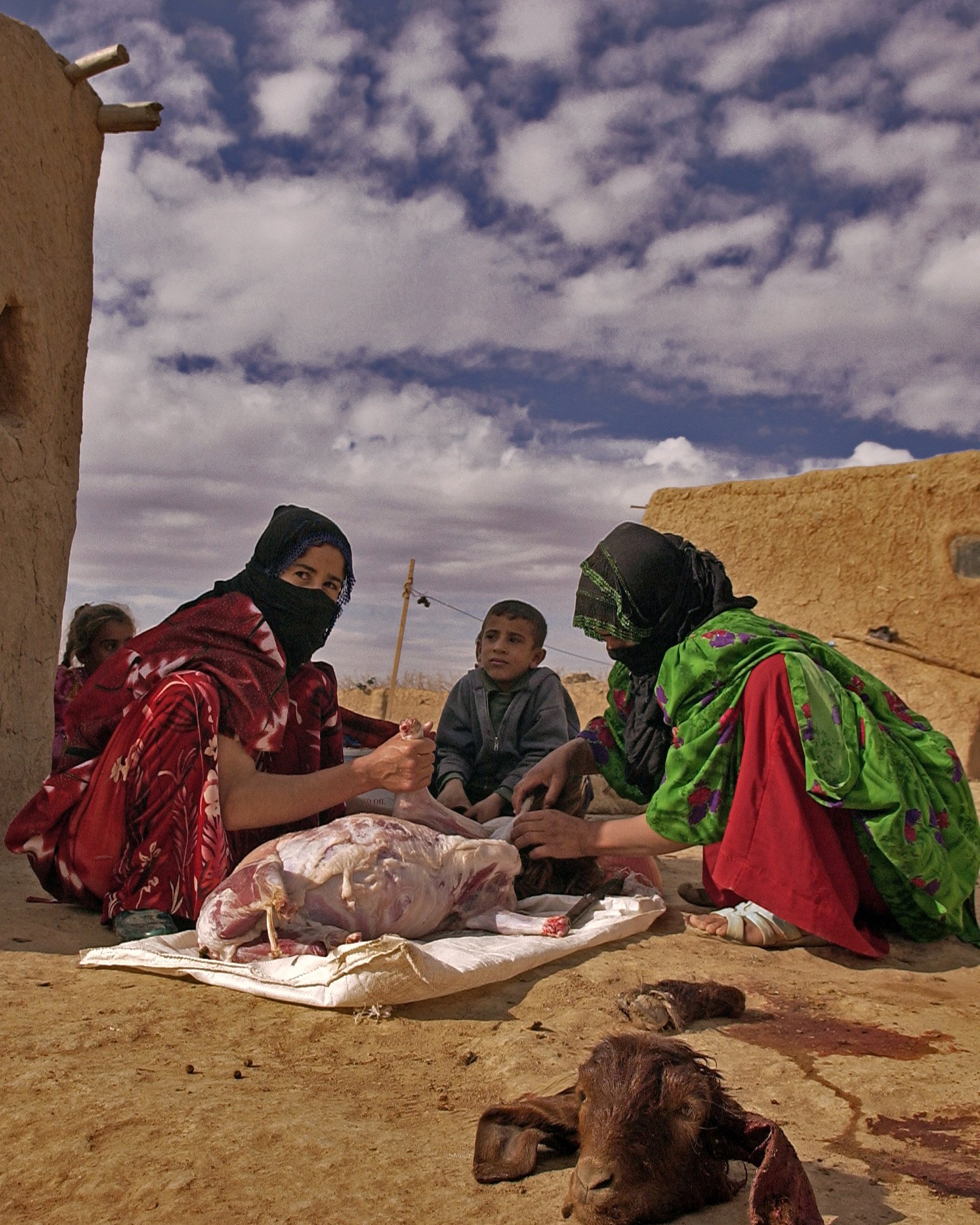
Des femmes apprêtent la viande dans le village d'Adb al Aziz.
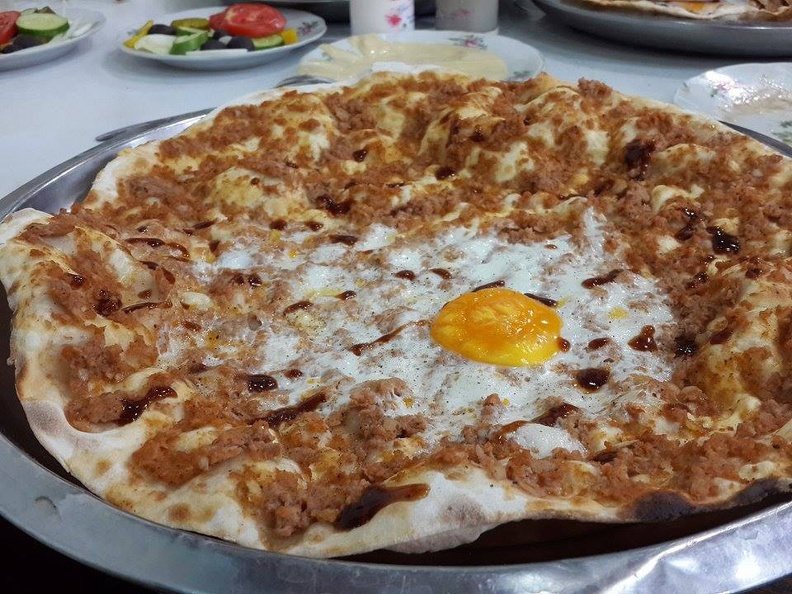
Un plat de lahmacun à Mossoul.
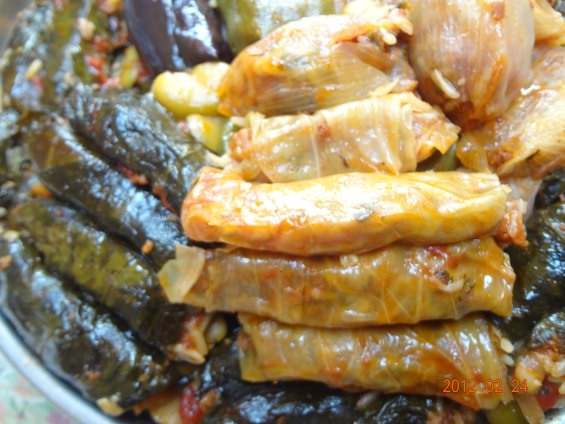
Dolmas irakiens.
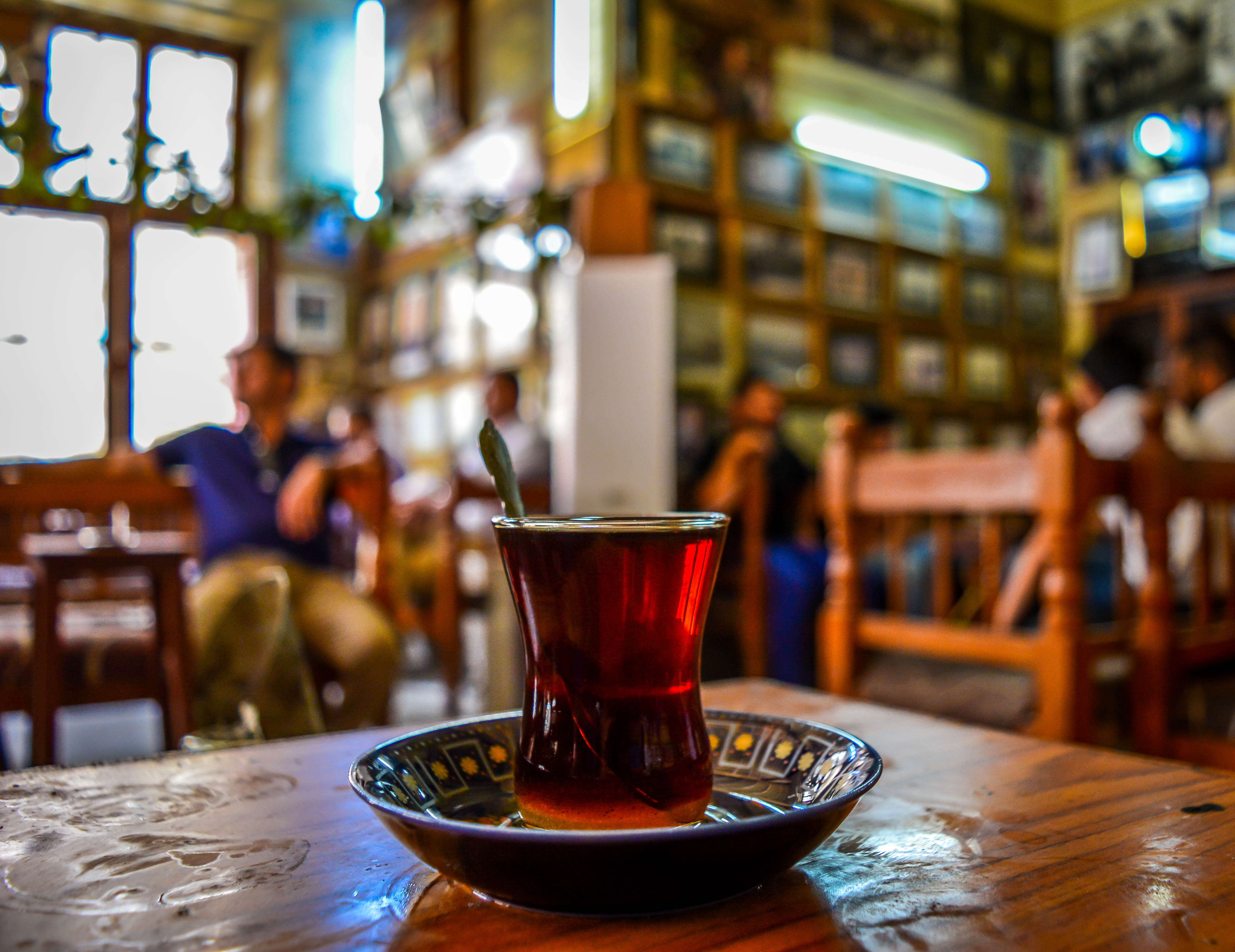
Thé irakien servi dans le Café Shabandar à Bagdad.
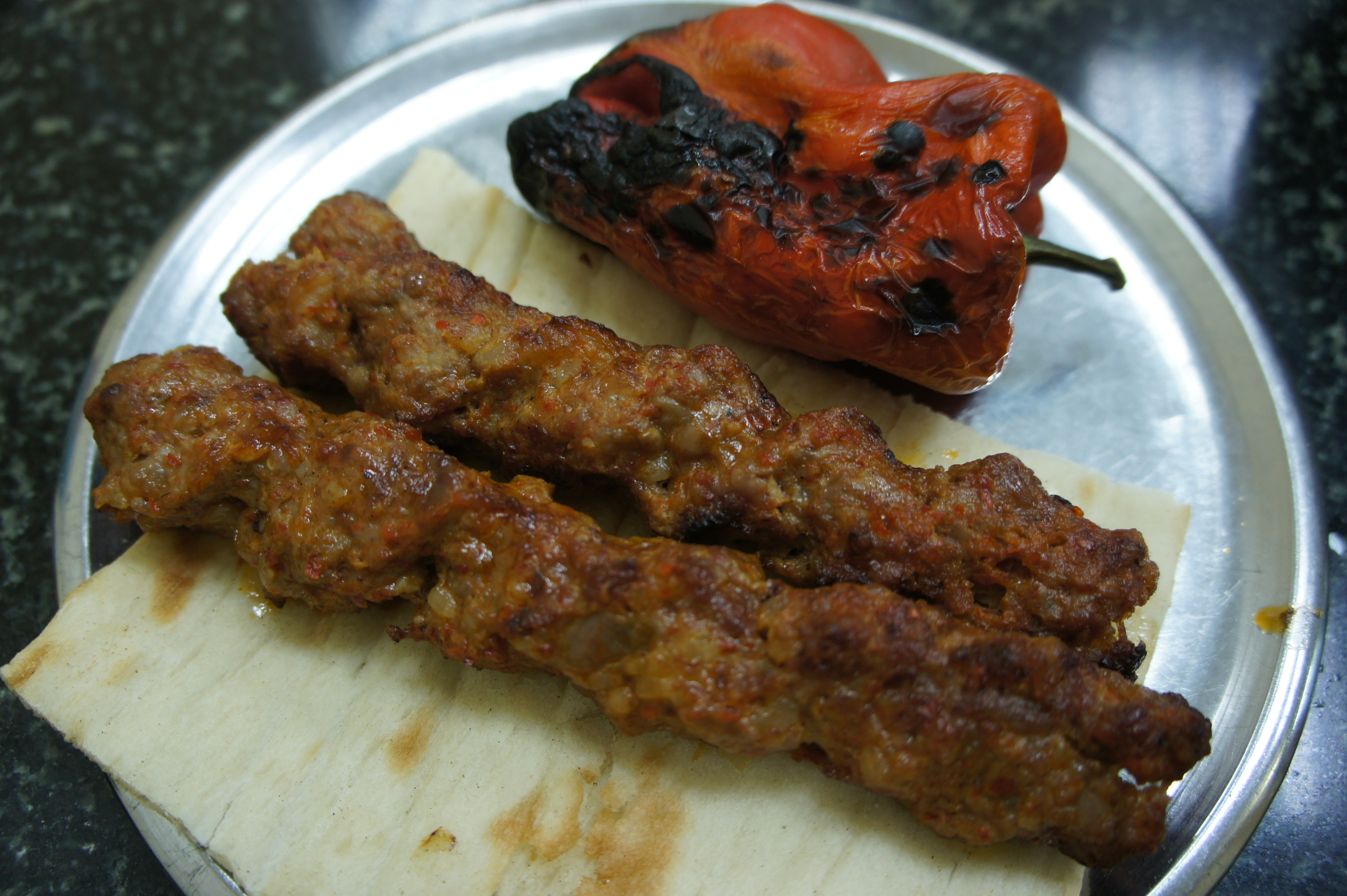
Kebab irakien généralement servi avec du khubz ou du samoon.
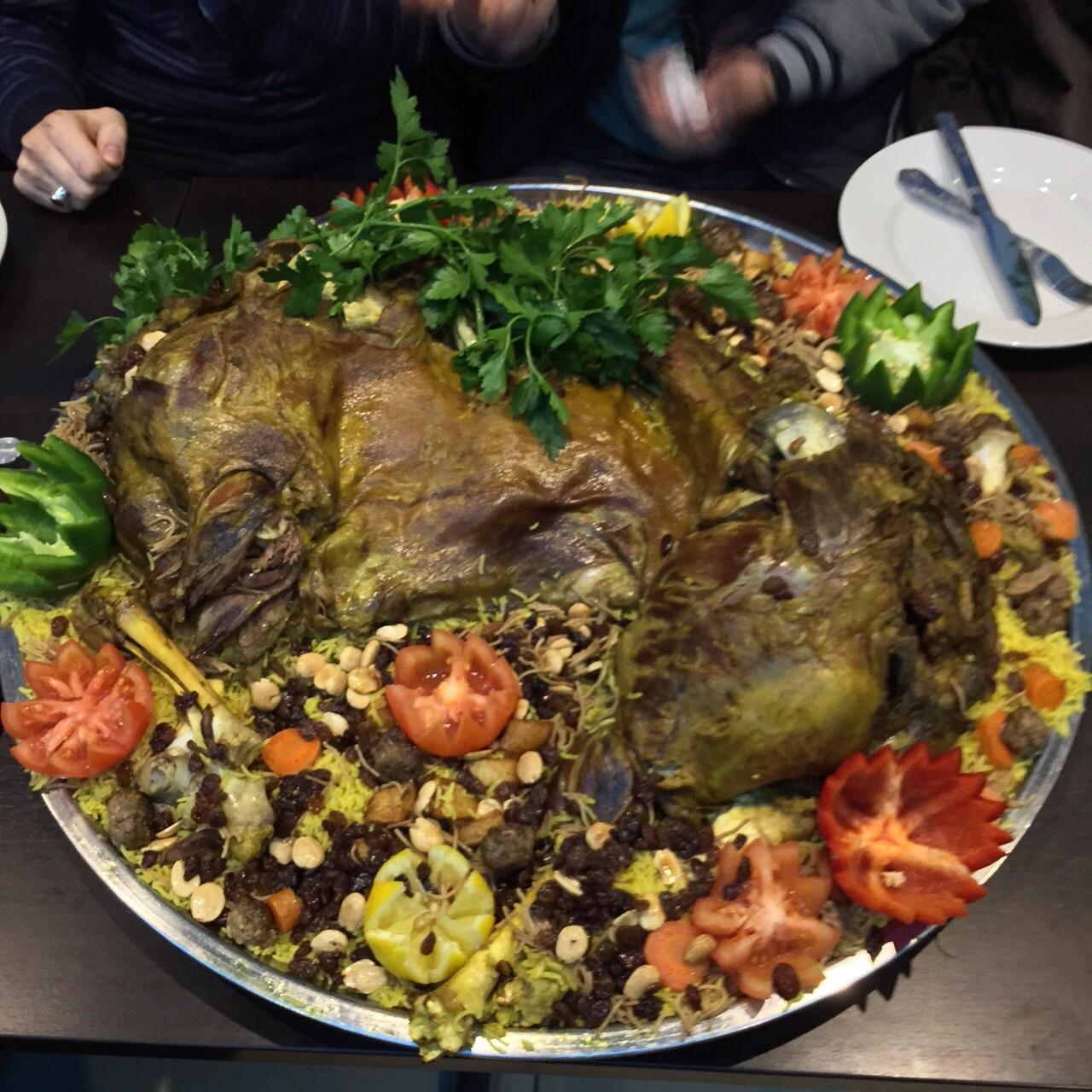
Quzi, mets populaire et considéré comme l'un des plats nationaux d'Irak.